# Droomeiland
Droomeiland is een kunstwerk uit 2006 gelegen op de rotonde Krommeweg/Laan van Welhorst in de plaats Hendrik-Ido-Ambacht. Het is een werk van Lianne de Lepper.
Door de plaatsing van de beelden op de rotonde (met de rijrichting mee) ontstaat een soort draaimoleneffect. De beelden hebben een vervoersfunctie; ze dragen iets met zich mee of zijn zelf in beweging.